# Новгородская Хронографическая летопись
Новгородская Хронографическая летопись — русская летопись конца XV века. Определяется также как список или как особая редакция Новгородской четвёртой летописи.

## Текстология и содержание
Сохранилась в единственном полном списке. Известен ещё один список, но неполный, в состав которого входят также краткий хронограф, Псковская вторая летопись, Хронографическая Александрия и летопись, близкая к Летописи Авраамки. Текст основного (полного) списка прерывается на 6999 (1491) году, затем следует текст за 6999—7004 годы, из Иоасафовской летописи.
Первую часть Новгородской Хронографической летописи, до 1446 года, сохранившуюся также в ряде сокращённых списков новгородской летописи, А. А. Шахматов назвал Новгородская пятая летопись. Эта первая часть представляет собой особую редакцию Новгородской четвёртой летописи, в которой на основе Новгородской первой летописи были значительно дополнены новгородские известия.
Начиная с известий середины XV века в Новгородская Хронографическая летопись имеет совпадения с Сокращённым летописным сводом. После 1472 года, в заключительной части Новгородской Хронографической летописи читается текст великокняжеского свода, близкий к Мазуринскому виду Сокращённого свода. Рассказ 1491 года о соборе на еретиков в Новгородской Хронографической летописи более подробный, чем в Сокращённых сводах, Московском великокняжеском своде конца XV века и других летописях. Этот рассказ, а также читающиеся вместе с ним известия свидетельствуют о связи летописца с главным обличителем ереси, новгородским архиепископом Геннадием. На этом основании Я. С. Лурье предполагал, что источником Новгородской Хронографической летописи была версия Мазуринского вида Сокращённого свода, отредактированная в Новгороде.
Наряду с рядом других летописей, Новгородская Хронографическая летопись отражает свод 1448 года (по Шаматову, по Я. С. Лурье — Новгородско-Софийский свод конца 1430-х — начала 1440-х годов).

## Издания
- Полное собрание русских летописей. — СПб., 1848. — Т. 4. — С. 146—165;
  - 2-е изд. — Пг., 1917. — Т. 4, ч. 2. — Вып. 1 (без окончания).